# Rèng rèng
Rèng rèng hay còn gọi bù lốt (danh pháp khoa học: Microcos laurifolia) là một loài thực vật có hoa thuộc họ Malvaceae theo nghĩa rộng (sensu lato) hoặc Tiliaceae hoặc Sparrmanniaceae . Loài này được (Hook.f. ex Mast.) Burret mô tả khoa học lần đầu năm 1926. Là loài có phân bổ địa lý hẹp, chúng hiện đang bị đe dọa vì mất môi trường sống.